# Charles Stanhope, 12.º Conde de Harrington
Charles Henry Leicester Stanhope (20 de julho de 1945 — ) é o filho mais velho de William Stanhope, 11.º Conde de Harrington. Como herdeiro aparente ao condado de Harrington, deteve o título de cortesia de Visconde Petersham (criado em 1742) até o falecimento de seu pai em 2009.
Desde a extinção da linhagem dos Condes Stanhope, em 1967, ele teve o direito de usar o título Visconde Stanhope de Mahon (criado em 1717). Contudo, escolheu permanecer estilizado Visconde Petersham.
Em 14 de setembro de 1966, Charles Stanhope desposou Virginia Freeman-Jackson. Eles tiveram dois filhos e se divorciaram em 1983:
- William Henry Leicester Stanhope,Visconde Petersham, nascido em 14 de outubro de 1967. que se casou com Candida Bond em 28 de abril de 2001. Eles têm dois filhos:
- Serena Alleyne Stanhope, nascida em 1 de maio de 1970. Casada com David Armstrong-Jones, 2.º Conde de Snowdon, filho da Princesa Margarida.

Em 1984, Charles casou-se com Anita Fugelsang, ex-esposa de Michael Howard, 21.º Conde de Suffolk. Stanhope aparece na Lista dos ricos do Sunday Times de 2006 na 465.ª posição, com uma fortuna de 120 milhões de libras esterlinas.
Com o falecimento de seu pai em 12 de abril de 2009, tornou-se o 12.º Conde de Harrington.